# 埃尔萨谷口村

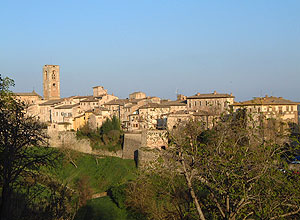
全景

埃尔萨谷口村（義大利語：Colle di Val d'Elsa）是意大利中部托斯卡纳锡耶纳省的一个市镇，人口2万（2005年），出产世界上15%的水晶器具和艺术品。
该镇的上部“colle alta”较为古老，有保存完好的中世纪街区。11世纪以后沿运河发展了各种产业，例如面粉和造纸。